# Зелен барбус
Зеленият барбус (Puntius semifasciolatus) е вид сладководна риба от семейство Шаранови. Популярният Шубертов барбус (P. semifasciolatus var. schuberti) е създаден чрез селективно развъждане от Томас Шуберт в Камдън, Ню Джърси през 1960 г. В продължение на много години се е смятало, че това трябва да бъде отделен вид, но в действителност е разновидност на зеления барбус, която рядко се среща в аквариуми.

## Разпространение и местообитание
Видът е разпространен в басейна на Червена река в югоизточната част на Китай, Виетнам и о. Хайнан. В естествената си среда обитават течаща вода с рН 6-8, твърдост 5-19 DGH и температура около 18-24 °C, на дълбочина от 0 до 5 метра.

## Описание
Дължина до 10 см, в аквариум до 7 см. D 3/8, А 2/5-6, ll 22+2.
Тялото е изтеглено, сплескано отстрани. Устата е крайна, 1 двойка много малки мустаци. Гърба е червено-кафяв. Корема е бял, в
размножителния период оранжево-червен. Отстрани има 5-7 черни, прекъснати, напречни ивици. Люспите са с тъмен кант и образуват върху тялото мрежа. В основата на „С“ има тъмно петно. Нечифтните плавници са червеникави до тухлено-червени. Самеца е по-малък, по-строен, по-добре оцветен. Мирни, стадни, страхливи риби, обитават средните и долни слоеве на водата. В аквариума освен растенията трябва да има добре осветено място за плуване. Поради многото отпадъци от рибите е желателен биологичен филтър или ежеседмична смяна на 1/5 от водата.
Самката изхвърля до 200 зърна. Инкубационен период 1-2 денонощия, малките проплуват след 3 денонощия. Полова зрялост след 8-11 месеца.

## Хранене
Храната им се състои от червеи, насекоми и растителна маса.